# Khalife Moustapha Sonta
 (février 2019).
Si vous disposez d'ouvrages ou d'articles de référence ou si vous connaissez des sites web de qualité traitant du thème abordé ici, merci de compléter l'article en donnant les références utiles à sa vérifiabilité et en les liant à la section « Notes et références ».
Le khalife Moustapha Sonta, né le 11 avril 1961 à Abidjan est le guide spirituel des musulmans Tidjanie en Côte d’Ivoire. Dans la congrégation des soufies Tidjanie, le terme khalife ou caliphe désigne le représentant ou l’ambassadeur de la doctrine tidjanite dans une localité ou un pays déterminé.

## Biographie
Fils de Cheikh Ibrahima Sonta', grand mouqaddem (son représentant) et ancien calife de la Côte d'Ivoire.
Issu d’une famille d’érudits, il a étudié auprès de son père, grand imam de la mosquée d’Adjamé Mairie et calife de la Tariqua Tidjani de Côte d’Ivoire, de 1966 à 1990.
Titulaire de plusieurs attestations (« idjazza »)( Grades dans la Tidjaniyya) dont :
- La grande idjazza Itlaq pour la Tidjaniyya de Ibrahima Sonta en 1988 ;
- La idjazza de la Khilafa de Côte d’Ivoire du Chérif Abd-Moutaleb Tidjani, descendant de Cheickh Ahmed Tidjani en 2000 ;
- La grande idjazza Itlaq de Abdoul Djabar de Ain Madi en 2002 ;
- La grande idjazza Itlaq de Chérif Zoubeir Tidjani, moukadam de la grande zaouîa de Fès en 2005 ;
- La grande idjazza Itlaq de Chérif Mohamed Kébir Tidjani, khalife de la noble famille pour le Maroc.

À la mort de son père, le 31 janvier 1990, le cheikh, alors âgé de 29 ans, est désigné pour lui succéder comme imam principal de la mosquée d’Adjamé Mairie. Il est intronisé neuvième imam de cette mosquée en 2003.
Auparavant, en présence des autorités politiques et religieuses de la Côte d’Ivoire, il est intronisé Khalife général de la Tarîqa Tidjanie en Côte d’Ivoire par la famille de Cheikh Ahmed Tidjane en la personne de Chérif Abdoul Moutalibe Tidjani, le 8 mai 2000.
Il défend un islam modéré..

## Titulature
- En 1988  Il est nommé khalife de son père Ibrahim Sonta
- depuis le 8 mai 2000 : Il est investi Khalife Général par Chérif Abdoul Moutalibe Tidjani, Khalife général de la Tidjaniya pour l'Afrique Sud Saharienne, descendant  de Cheick Hamed Tidjani[5]
- depuis 2003 : Il est intronisé Imam principal de la mosquée d’Adjamé Mairie
- Recteur de l’Institut Islamique Cheick Ibrahima SONTA,
- Conseiller du Cheick Al Aïma Boikari FOFANA; Président du Conseil Supérieur des Imams (COSIM)[6],
- Président d’honneur de la Fondation Tidjani de Bienfaisance de Côte d’Ivoire
- Fondateur de l’école primaire confessionnelle Ibrahima Sonta.
- Depuis le 27 septembre 2017 il est membre permanent de la Fondation Mohammed VI des oulémas africains
- Trésorier de la section de Côte d’Ivoire de la Fondation Mohammed VI des oulémas africains.
- Depuis le 9 mai 2021, il est le Président de le Fondation Mohammed VI des oulémas africains section Côte d'Ivoire[7].